# Castell de Heidelberg
El Castell de Heidelberg (Heidelberger Schloss en alemany) és un castell situat sobre un pendent dominant la ciutat de Heidelberg.
L'edifici, originalment un fort, data del segle xv. Va ser transformat en castell el 1544. Situat entre dos pujols, per la més massiva de les torres, ha permès la vigilància de la vall del Neckar. Durant els segles, ha estat fet malbé per guerra i foc. S'hi conserva una de les botes més grans del món, amb una capacitat d'uns 200.000 litres.

## Història

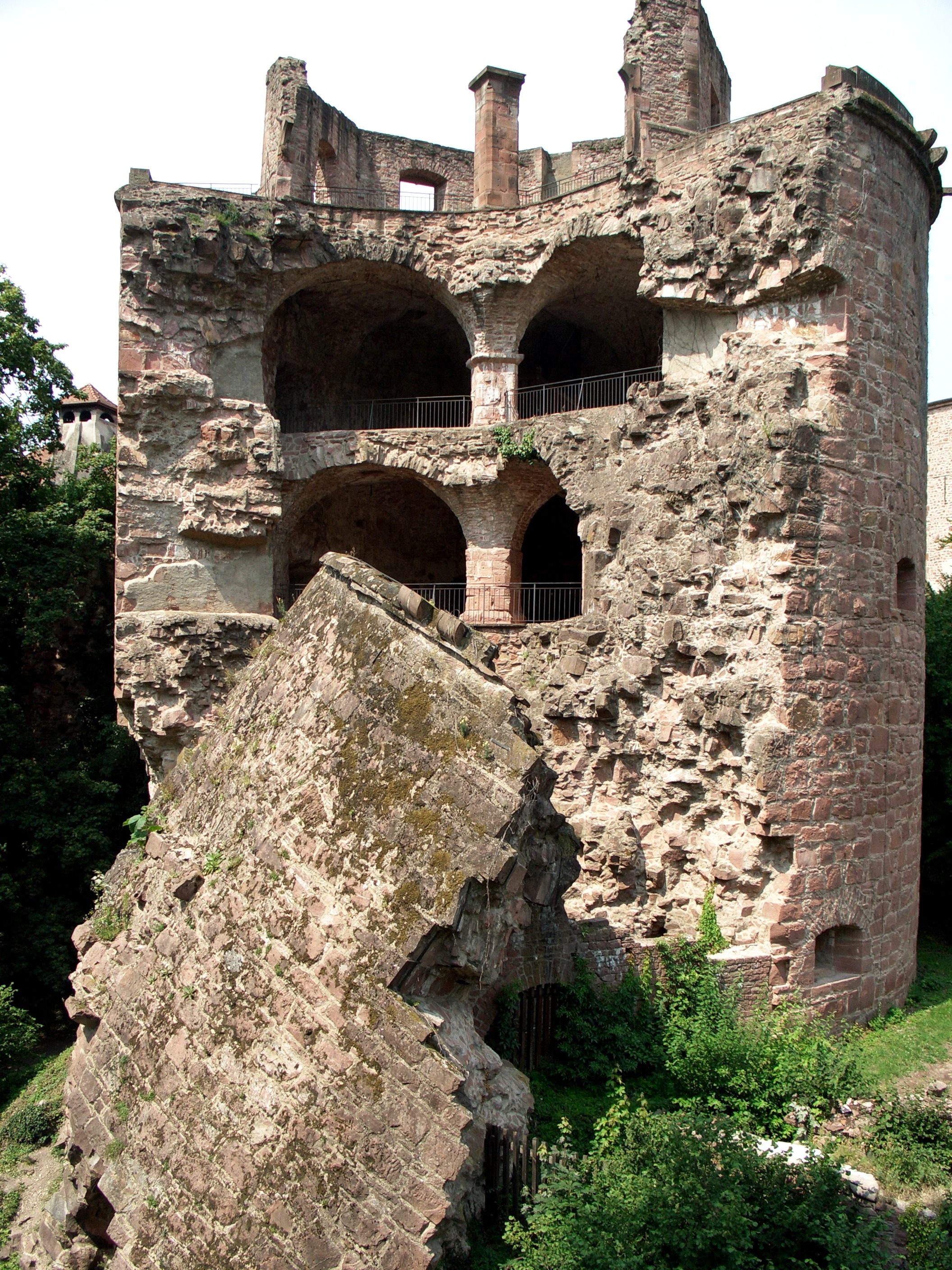
Detall de la gran torrassa mig enderrocada

Edificat entre 1294 i 1303, el castell va ser dues vegades bombardejat per les forces franceses del general Ezéchiel de Mélac en el transcurs de la Guerra dels Nou Anys, el 1689 i 1693. Mai completament reconstruït, les ruïnes van esdevenir al segle xix un símbol del romanticisme. Les últimes restauracions les va promoure un aristòcrata francès emigrat, Charles de Graimberg, que va persuadir a començament del segle xix el gran duc Leopold I de Bade de fer reparar una part dels cossos de l'edifici.

## Arquitectura
De l'edifici resten alguns elements d'estil gòtic, sobretot a la capella, amb l'orgue i l'altar. La resta del castell és d'estil Renaixement.

## Els jardins palatins
Condicionats en terrassa entre 1619 i 1620, formaven un conjunt típic del període anomenat manierista, amb grutes i fonts, que el seu dissenyador, Salomon de Caus, va aconseguir amb proeses hidràuliques. La cort de Palatinat els considerava la vuitena meravella del món. La descripció d'aquests jardins va ser publicada per Salomon de Caus al seu tractat titulat Hortus Palatinus (1621). L'arquitecte-enginyer va viure prou temps per assabentar-se de la destrucció de la seva obra mestra en la guerra de trenta anys el 1630. Avui només se'n poden contemplar les terrasses inferiors, situades al mateix nivell que l'entrada principal del castell.